# Gnojno (województwo łódzkie)
Gnojno – wieś w Polsce położona w województwie łódzkim, w powiecie kutnowskim, w gminie Kutno.
| SIMC    | Nazwa      | Rodzaj    |
| ------- | ---------- | --------- |
| 0568634 | Dębina     | część wsi |
| 0568611 | Siemiennik | część wsi |

Wieś szlachecka położona była w drugiej połowie XVI wieku w powiecie gostynińskim ziemi gostynińskiej województwa rawskiego. W latach 1975–1998 miejscowość administracyjnie należała do województwa płockiego.